# Don Paulin
Don Paulin (bürgerlich Don Paulin Salkowitz) (* 10. November 1929 in Philadelphia, Pennsylvania; † 2013 in den Vereinigten Staaten) war ein US-amerikanischer Folksänger. 

## Leben und Werk
Paulin studierte zunächst Psychologie und Soziologie an der Temple University und an der Columbia University in New York.
Mitte der 60er Jahre ließ er sich in Deutschland nieder und verdiente seinen Lebensunterhalt mit der Aufnahme zahlreicher folkloristischer Musikalben, deren Stil von Kinderreimen über Skiffle bis hin zum Protestlied reichte.
1967 heiratete er eine Deutsche und blieb in der Nähe von München, wo er die deutschen Jazzmeister Ingfried Hoffmann und Siegfried Schwab traf.
1980 veröffentlichte er Das Folk-Music-Lexikon. Zu dieser Zeit lief im Fernsehen Die Show ohne Schuh, die er gemeinsam mit Bill Ramsey konzipiert hatte. 

## Diskografie (LPs)
- 1963 – Upside Don
- 1966 – Lieder Dieser Welt
- 1967 – Don Paulin Live
- 1967 – If I Were A Rich Man
- 1969 – Me And My Papagayo
- 1969 – Lieder Der Welt
- 1970 – On The Road Again
- 1970 – Time Tuner
- 1975 – Hard Travelling (mit Bill Ramsey)